# Riki Flutey

a Compétitions nationales et continentales officielles uniquement.

b Matchs officiels uniquement.
Dernière mise à jour le 19 novembre 2021.
Riki John Flutey, né le 10 février 1980 à Featherston, est un joueur de rugby à XV international anglais d'origine néo-zélandaise jouant principalement au poste de centre.

## Biographie
Riki Flutey joue en début de carrière avec l'équipe néo-zélandaise de Super 12, les Hurricanes. 
Il a porté les couleurs des All Blacks dans toutes les catégories de jeunes et il fait partie de l'équipe des moins de 19 ans qui a remporté la Coupe du monde en 1999. 
En 2009, lors du Tournoi des Six Nations, il intègre l'effectif anglais, au poste de centre. Martin Johnson le laissera tout le tournoi à ce poste, et Riki finit meilleur marqueur d'essai du tournoi avec 5 essais en autant de matchs.
Il fait partie de la tournée des lions britannique 2009.
Il a joué pour les Māori néo-zélandais.
Il a honoré sa première cape internationale en équipe d'Angleterre le 8 novembre 2008 contre l'équipe des Pacific Islanders. Il devait porter les couleurs de Brive pendant 2 ans à partir de la saison 2009-2010, mais un terme a été mis à son contrat d'un commun accord entre le joueur et le club avant la fin de la première saison. Le joueur n'avait disputé que 5 matchs avec son club depuis le début de la saison à cause d'une blessure à l'épaule qui ne s'était rétablie que pendant la durée du tournoi des 6 nations lui permettant de disputer 4 matchs avec l'équipe d'Angleterre.
Il revient dans son ancien club : les London Wasps lors la saison 2010-2011. Il quitte ensuite les Guêpes en 2012 pour le Japon où il s'engage avec les Ricoh Black Rams, club populaire pour avoir fait signer plusieurs star en fin de carrière.

## Statistiques en équipe nationale
- 14 sélections en équipe d'Angleterre depuis 2008
- Sélections par année : 4 en 2008, 6 en 2009, 4 en 2010, 1 en 2011
- Tournois des Six Nations disputés : 2009, 2010